# Сатира
Сати́ра (заимствование через фр. satire из лат. satira — букв. переполненное блюдо) — резкое проявление комического в искусстве, представляющее собой поэтическое унизительное обличение явлений при помощи различных комических средств (приёмов): сарказма, иронии, гиперболы, гротеска, аллегории, пародии и других.
Значительных успехов в ней достигли Гораций, Персий и в особенности Ювенал, который определил её позднейшую форму для европейского классицизма. На жанр политической сатиры повлияли произведения поэта Аристофана об афинском народовластии. Юмор в сатире используется для того, чтобы разбавить прямую критику, иначе сатира может выглядеть как проповедь. Это характерно уже для первых сатирических произведений.

## Этимология
«Сатира» из лат. satira, более старая форма — сатура, от лат. satura (lanх) — блюдо с разными плодами, ежегодно подносимое богам; десерт; смесь, стихотворная смесь; переносное значение: смесь, всякая всячина.

## Литературное значение
В своём историческом происхождении именно в древнеримской литературе «сатира» есть произведение поэтическое, лирическое стихотворение более или менее значительного объёма, в котором мы находим более или менее отрицательное или резко осуждающее и негодующее изображение свойств и качеств отдельных типических лиц или более или менее обширной группы лиц и явлений. От сатиры по определённо личному содержанию нападений и обличений в произведении следует отличать памфлет и пасквиль; последний характеризуется более всего моральной нечистотой побуждений автора в его нападении и обличениях против того или другого лица, тогда как памфлет — иногда только публицистическое выступление, но может быть и художественной сатирой против определённого лица, стоящей на всей высоте ответственного свободного слова. В связи с этим моральным и общественным содержанием сатиры находится и художественная её ценность в зависимости от соответствия между её лирическим подъёмом и высотою идеала сатирика, с одной стороны, и между значительностью обличаемого явления — с другой.

## Особенности
В сатире преобладает принцип комической интерпретации реальности, связанный с существенным её переосмыслением. Этот принцип проявляется в сумме художественных приёмов: заострении, гиперболе, иносказании, парадоксе и пр. В тех случаях, когда в сатирическом произведении эти приёмы использованы максимально ярко, концентрированно, они могут порождать гротескные и даже гротескно-фантастические образы и сюжеты, в основе которых лежит нарушение логики реальности; эти образы и сюжеты близки к нонсенсу и абсурду.
Для модели реальности, создаваемой с помощью сатирической условности, характерны:
- иносказательность, являющаяся важнейшим принципом построения произведения;
- постоянное соотнесение описываемого с существующим в действительности, «несамодостаточность» образов, которая требует для адекватного восприятия сатиры наличия у читателя конкретных ассоциаций;
- обнажение и комическое «разоблачение» вымысла, приводящее к разрушению иллюзии достоверности, пародированию штампов и пародированию особенностей, характерных для иных типов условности (таких, как, например, фантастика).

## История

### Древний Египет
Ранним примером сатиры можно назвать древнеегипетское литературное произведение «Сатира на профессии» эпохи Среднего царства (XX—XVIII века до н. э.). Из-за сатирического описания разных профессий занятие писца выставлено более достойным. В сатирическом папирусе эпохи Рамессидов (ок. 1150 год до н. э.) изображённые животные в нетипичных для себя сценах могут обозначать пословицы или рассказы, утраченные сегодня, но понятные древнему египтянину, либо содержат политическую или религиозную сатиру. Подобные изображения животных встречаются также на остраконах, сосудах, косметических принадлежностях и фигурках Нового царства.

### Греко-римский мир
Корни сатиры уходят к началу 2-го тысячелетия до н. э. Сатира является одним из самых ранних примеров литературы. Плиний сообщает, что в VI веке до нашей эры поэт Гиппонакт написал сатиры на одного человека, которые были настолько жестоки, что объект сатиры повесился.
Самой старой формой сатиры считается Мениппова. Собственные сочинения Мениппа потеряны, но его почитатели и подражатели смешивают серьёзность и смех в пересказах его произведений.
Одним из самых известных первых сатириков был Аристофан; его драмы известны своими критическими, политическими и социальными комментариями, в частности, политическая сатира, в которой он высмеивал Клеона. Стиль Аристофана, допускающий непристойности, был использован греческим драматургом-комедиографом Менандром. Такой стиль использован во многих из его работ, таких как его раннее «Опьянение игры», которое содержит нападки на политического деятеля Каллимедона.
Среди видных сатириков римской литературы — Гораций и Ювенал, которые творили в первые века Римской империи. Другие известные римские сатирики — Луцилий и Персий. Первым, кто в Риме охарактеризовал сам жанр сатиры, был Квинтилиан, который использовал термин для того, чтобы описать сочинения Луцилия.

### Арабская сатира
В арабской поэзии жанр сатирической поэзии был известен как хижа. Сатира была введена в литературу прозы афро-арабским автором Аль-Джахизом в IX веке. Создавая сочинения о науках, которые мы назвали бы сегодня антропологией, социологией и психологией, он пользовался сатирическим подходом, «основанный на предпосылке, что хотя рассматривается серьёзный предмет, он может стать интереснее и таким образом достичь большего эффекта, если разбавить громаду серьёзности несколькими забавными историями или какими-нибудь остроумными или парадоксальными наблюдениями». Так, в одном из его трудов по зоологии встречается фраза: «Если бы длина пениса была поводом для гордости, то мул принадлежал бы к курайшитам» (племя арабов, к которому принадлежал Мухаммед).
Слова «комедия» и «сатира» стали синонимичными после того, как в средневековом исламском мире была переведена на арабский язык «Поэтика», которая далее разрабатывалась арабскими авторами и исламскими философами, такими как Абу Бишр, его учениками Аль-Фараби, Авиценной и Ибн-Рушдом. Из-за культурных различий они отделяли комедию от греческого драматического представления и вместо этого отождествляли её с арабскими поэтическими темами и формами, такими как хижа (сатирическая поэзия). Они рассматривали комедию только как «искусство осуждения» и не обращались к светлым радостным событиям либо конфликтным завязкам и счастливым развязкам, характерным для классической греческой комедии. После переводов на латынь в XII столетии термин «комедия», таким образом, получил новое значение в средневековой литературе.

### Персидская и азербайджанская сатира
В Персии самый известный ранний персидский сатирик — Убейд Закани (XIV век). Его работы затрагивали политику, часто в похабной манере. Он написал «Этику аристократии» и известную басню «Мышь и кошка», которая была политической сатирой. Его несатирические серьёзные классические стихи также высоко ценятся в числе других произведений персидской литературы.
Персидская конституционная революция совпала с появлением таких легендарных сатириков и литераторов, как Ирадж-Мирза, Али Акбар Деххода и Биби Хатун Астарабади. Большинство сатириков написало свои работы в форме поэзии. Кроме персидской сатиры, сильный подъём во время революции пережила азербайджанская сатира. Легендарный иранско-азербайджанский сатирик Джалил Мамедкулизаде издавал в это время в Тебризе свой известный еженедельный сатирический журнал «Молла Насреддин». Он создал самые первые мультфильмы в истории иранского искусства мультипликации.
В конце XX века персидская сатира пополнилась работами Эбрахима Набави. Он предложил новую форму персидской сатиры в своей работе, названной «Sotoon e panjom». Появление и развитие сатиры в Афганистане тесно связаны с его политической историей. Abdul Sabur Ghafory, Muhamad Yusof, Shaeq Jamal, Mahmud Tarzi были, возможно, самыми известными сатириками 1873—1965 гг., писавшими на фарси. Период с 1965 до 1978 был самым производительным периодом для сатиры; различные типы сатиры появились и процветали в Афганистане.

### Средневековая Европа
В раннее Средневековье примерами сатиры были песни голиардов и вагантов, ставшие особенно известными благодаря антологии Кармина Бурана и произведениям композитора XX века Карла Орфа. С приходом позднего Средневековья и рождением народной литературы в XII веке сатира стала чаще использоваться, в особенности Чосером. В эпоху Просвещения жили два великих мастера сатиры: Джованни Боккаччо и Франсуа Рабле.

### Английская сатира
В эпоху Елизаветы (XVI век, Англия) авторы думали о сатире как о грубом и остром жанре. Елизаветинская «сатира» (как правило в форме брошюры) содержит больше прямого злословия, чем традиционной сатиры. В 1605 французский гугенот Исаак Казабон писал, что римская сатира была в целом более цивилизованной. Английская сатира XVII столетия нацелена на «исправление недостатков» (Джон Драйден). Сатира, затрагивающая социальные проблемы, усилилась в XVI столетии (и в результате подвергалась гневу короны).
В эпоху Просвещения, в интеллектуальном XVII и рациональном XVIII столетии, начался расцвет английской сатиры, в значительной степени благодаря политической борьбе двух политических партий: тори (ныне Консервативная партия Великобритании) и вигов (наследники — Либеральные демократы). В это время сатира стала выполнять свою первоначальную функцию — критики окружающей действительности, и в первую очередь политического положения дел в стране. Яркие образцы подобной сатиры находим у Даниэля Дефо («Простейший способ разделаться с диссентерами»), Джонатана Свифта, Джона Арбетнота, Джона Драйдена и Александра Поупа. В это время проницательная и резкая сатира политических сил и конкретных людей стала популярным оружием. Хотя сатира уже была общеизвестным жанром, Исаак Казобон обнаружил и издал труд Квинтилиана и указал на оригинальное происхождение слова (от латинского satura, а не греческого satyr).
Джонатан Свифт был одним из самых значительных англо-ирландских сатириков и одним из первых, кто занялся журналистской сатирой. Например, в «Скромном предложении», изданном анонимно, Свифт «предлагал», чтобы бедные ирландские родители продавали своих детей для употребления в пищу представителями высших слоёв английского общества. Мотивировал Свифт своё «предложение» таким образом: дабы «не допустить, чтобы дети бедняков в Ирландии были в тягость своим родителям или своей родине, и, напротив, сделать их полезными для общества». В своей книге «Путешествия Гулливера» он пишет о недостатках в человеческом обществе в общем, и английском — в частности.
Цели сатириков могли быть разными: так, Свифт нападал на безразличие к тяжёлому, отчаянно плохому положению людей, а Дефо стремился защитить свободу совести. Джон Драйден также написал известное эссе «Разговор о происхождении и развитии сатиры», которое помогло дать ей точное определение в литературном мире.

### Американская сатира
Эбенезер Кук был среди первых, кто принес сатиру в британские колонии. Бенджамин Франклин и другие продолжали использовать сатиру, чтобы сформировать культуру молодого государства с помощью смеха.
Великим американским сатириком был Марк Твен; в его романе «Приключения Гекльберри Финна» события развиваются на довоенном Юге. Моральные ценности, которым симпатизирует Твен, полностью противоречат убеждениям тамошних жителей. Главный герой, Гек, является простым, но добросердечным парнем, который стыдится «греховного искушения», побуждающего его помогать беглому рабу-негру. Фактически его совесть, искажённая миром, в котором он вырос, беспокоит его больше всего, когда он проявляет свои лучшие чувства. Гек собирается делать добро, полагая, что это неправильно.
Младший современник Твена, Амброз Бирс, получил славу как циник, пессимист и чёрный юморист с его мрачными, ироническими рассказами. Самая известная работа Бирса в жанре сатиры — «Словарь Дьявола».

### Викторианская Англия
Романисты, такие как Чарльз Диккенс, часто использовали сатиру в обработке английских социальных проблем. Несколько сатирических журналов, таких как «Панч» и «Fun», конкурировали за внимание общественности в викторианскую и эдвардианскую эпоху.

### XX век в Европе
В XX столетии сатира использовалась такими авторами, как Олдос Хаксли и Джордж Оруэлл, чтобы делать серьёзные и даже пугающие предостережения об опасности мировых социальных изменений, имевших место повсюду в Европе и Соединённых Штатах. В Британии сатира в литературе также приобрела особую значимость в разгар Второй мировой войны и в годы холодной войны. «Скотный двор (повесть)» Джорджа Оруэлла, книга о говорящих животных, которые организовывают заговор против своего хозяина и захватывают на ферме власть, положил начало политической сатире. Несмотря на небольшое количество юмора, эта работа высоко ценится литературоведами.
Острое, издевательское осмысление Первой мировой войны происходит в романе «Похождения бравого солдата Швейка», чешского писателя, мастера острого фельетона, Ярослава Гашека. В скором времени его соотечественник, мастер острых рассказов, Карел Чапек, пишет роман «Война с саламандрами», злобно высмеивающий фашизм.
Сатирическим был фильм Чарли Чаплина «Великий диктатор» (1940), в котором изображался Адольф Гитлер. Многие сатирики того времени, такие как Дороти Паркер и Г. Л. Менкен, использовали сатиру как своё главное оружие. Известно высказывание Менкена: «одна вспышка хохота стоит десяти тысяч силлогизмов». Романист Синклер Льюис был известен своими сатирическими историями, такими как «Обыватель», «Главная улица» и «Она не может случиться здесь». Его книги часто исследуют и высмеивают американские ценности того времени. Фильм Стэнли Кубрика «Доктор Стрейнджлав, или Как я перестал бояться и полюбил бомбу» 1964 г. был популярной сатирой на «Холодную войну». Образцом сатиры можно считать и британские шоу «Летающий цирк Монти Пайтона», «Шоу Бенни Хилла», «Чёрная гадюка», а также сериал «Да, господин министр!»

### Современная западная сатира
Ярким примером современной американской сатиры является шоу «Отчёт Кольбера» (The Colbert Report), где ведущий Стивен Кольбер изображает самоуверенного и убеждённого в своей правоте телеведущего-республиканца. Во время телевизионных интервью он прерывает людей, указывает на них и грозит им пальцем, и «невольно» использует много логических ошибок. При этом он демонстрирует принцип современной американской политической сатиры: насмешка над действиями политических деятелей и других общественных деятелей, доведение всех их утверждений и подразумеваемых убеждений до абсурдных логических выводов, таким образом показывая их лицемерие.
Одним из самых популярных сатириков в истории современной британской литературы является Терри Пратчетт, чей всемирной известный фантастический цикл «Плоский мир», являющийся сатирой на весь мир, распродан тиражом больше чем 55 млн экземпляров (не учитывая пиратских изданий).
В Великобритании также выходит известное сатирическое шоу «Маленькая Британия».
Мультипликаторы часто используют сатиру для прямой критики общества. Сатирические мультфильмы содержат сильные элементы пародии и карикатуры; например, популярные мультсериалы «Симпсоны», «Робоцып», «Гриффины» и «Южный Парк», пародируют современную семью и общественную жизнь, гиперболизируя приключения героев до крайности. Ввиду сильной демократии и свободы слова, авторы могут легко использовать изображения общественных деятелей и вообще иметь большую свободу, используя живых актёров.
Поддельные новости — также очень популярная форма современной сатиры.

## В политике
Политическая сатира — сатира, направленная на вопросы политики. Зачастую используется в тех случаях, когда открытая критика власти или инакомыслие запрещены правящим режимом. Обычно отличается от политического протеста или политического инакомыслия, поскольку не всегда отражает текущие события и не стремится прямо повлиять на политический процесс. Чаще всего направлена на развлечение читающей публики.

## В западной музыке
Рок-музыка
Сатира на общество и его минусы была одним из основ в зарождении рок-музыки, так как была частью протеста против «взрослого мира». Так, большая часть творчества панк-групп посвящена высмеиванию норм морали и устройства общества, иногда переходит в нигилизм, а группы первого из экстремальных направлений метала — трэш-метала часто использовали агрессию как аллегорию жестокости человека.
Одна из самых известных панк-рок-групп Sex Pistols получила свою популярность именно за сатиру на современное общество, в том числе и на королеву Великобритании. Это же касается творчества группы Talking Heads.
В 2000-х годах, параллельно волне альтернативной музыки, в США стали появляться группы, которые сделали сатиру на общество главной темой лирики, среди них System of a Down и Rise Against. Гитарист System of a Down Дарон Малакян часто изображал психа в видеоклипах и на выступлениях, а сами видеоклипы часто несли пародию на явления массовой культуры и политики США.

## В видеоиграх
Одной из сатирических игр можно считать американскую флеш-игру «Bushgame», появившуюся в ходе президентской избирательной кампании в США в 2008 году. Она изображала выборы президента США с реальными кандидатами в президенты — Джоном Маккейном, Бараком Обамой и другими. Игра являлась сатирой на способы борьбы за поддержку избирателей, таких как взаимное обливание грязью своих оппонентов. Она вызвала противоречивые отзывы.

## Критические моменты
Поскольку сатира — субъективная критика, она может послужить причиной конфликтов.
В 2005 году датская газета «Jyllands-Posten» опубликовала карикатуры на пророка ислама Мухаммеда. Это событие вызвало шок на Ближнем Востоке. Это был не первый случай мусульманских протестов против критики в форме сатиры, но Запад не ожидал подобной враждебной реакции. По всему Ближнему Востоку сжигались флаги Дании, на посольства нападали разгневанные люди; в общей сложности погибло 139 человек, главным образом в четырёх странах. Многие политические деятели Европы согласились, что эта сатира была аспектом свободы слова, и поэтому должна быть защищена. Иран угрожал начать Международное соревнование карикатур на тему Холокоста, на которое немедленно ответили евреи с израильским Антисемитским соревнованием мультфильмов.

## В России/СССР

### В Российской империи
Русская сатира существовала уже в XVII веке (демократическая сатира) и раньше в полународной повести, творчестве скоморохов и т. п. («Притча о бражнике», сатиры на суд Шемяки и о Ерше Ершовиче, сыне Щетинникове, и проч.). В Патриаршей летописи под 1410 годом можно встретить образчик сатиры XV века: «Той же осени князь Сшвитригайло Олгирдович, внук Гедиминов… от Едигеевых Татар утомился зело, бегая и со своею славною Литвою, а едучи паки к себе в Литву, пограбил град Серпухов и опустошил, и отъиде во свояси со многим богатством».
Проза этого жанра, как стихия, захватила и всю журналистику в сатирических журналах, — начиная с XVIII в., — и комедию, и особенно рассказ, повесть, роман. Классическая форма сатиры к XIX веку исчезает, но тем сильнее её влияние, как веяние, которым не захвачен редкий талантливый писатель. Тут и лирики (А. С. Пушкин — «На выздоровление Лукулла», «История села Горюхина» и др.; К. Ф. Рылеев — «Временщику»; М. Ю. Лермонтов — «Дума» и др.; Н. А. Некрасов — «Размышление у парадного подъезда», «Убогая и нарядная» и многие другие его произведения), и драматурги (Д. И. Фонвизин, Н. В. Гоголь, А. Н. Островский), и романисты (Гоголь с поэмой «Мёртвые души»; М. Е. Салтыков-Щедрин, бичующая и кусательная сатира которого временами достигает свифтовской силы).
Сатира в России расцвела в XVIII веке. Используются разнообразные жанры: эпиграмма, послание, басня, комедия, эпитафия, пародийная песня, публицистика. Сатира как произведение малого стихотворного жанра, ориентированного на античные и классицистические образцы, рождается из-под пера А. Д. Кантемира (восемь сатир в рукописном собрании 1743). В соответствии с европейскими классицистическими канонами действительность противопоставлялась здесь идеалу как варварское — просвещённому, бессмысленное — разумному. Кантемир, имитируя латинский стих, вырабатывал новый синтаксис, интенсивно использовал инверсии (обратный порядок слов) и переносы, стремился приблизить стих к «простому разговору», вводил просторечия, пословицы и поговорки. Новшества Кантемира не нашли продолжения в русской литературе. Следующий шаг в развитии российской сатиры был сделан А. П. Сумароковым. Сатира на бездарных авторов становится важным средством литературной борьбы.
Во второй половине XVIII в. стихотворная сатира в России утрачивает свою популярность. На её место вступает журнальная. В 1760—1790-е годы в России один за другим открываются новые сатирические журналы: «Полезное увлечение», «Свободные часы», «Смесь», «Трутень», издаваемые И. А. Крыловым «Почта духов», «Зритель» и многие другие. Один из первых образцов сатиры — комедия Д. И. Фонвизина «Недоросль» (1782). Творчество И. А. Крылова высмеивает людские пороки.
В XIX в. журнальная сатира все более тяготеет к жанру фельетона. Сатира интенсивно проникает в роман и драму и способствует окончательному оформлению поэтики критического реализма. Наиболее яркие образы сатиры в русской литературе XIX в. представлены произведениями А. С. Грибоедова, Н. В. Гоголя, А. В. Сухово-Кобылина, Н. А. Некрасова, в творчестве М. Е. Салтыкова-Щедрина, воплотившего на русской почве традиции «высокого негодования», бичующего ювеналова смеха. На жанровой природе произведений писателя сказалось влияние его сатирического подхода: романные формы тяготели к очерковости, фельетонности, к древней диатрибе — полемической проповеди-развенчанию. Спокойной и лаконичной является сатира А. П. Чехова.
Яркая страница в истории русской сатиры начала XX в. связана с деятельностью журналов «Сатирикон» (1908—1914) и «Новый сатирикон» (1913—1918), в которых активно публиковались крупнейшие писатели-сатирики: А. Аверченко, Саша Черный (А. Гликберг), Тэффи (Н. Бучинская) и др. Журналы не боялись политической сатиры, обращались к кругу стихов и прозы, привлекали в качестве иллюстраторов выдающихся художников (Б. Кустодиева, К. Коровина, А. Бенуа, М. Добужинского).

### В СССР
Во время революции 1917 года солдаты Красной и Белой армии сочиняли друг про друга частушки, в которых острили в адрес друг друга. Это народное творчество, авторы таких частушек неизвестны.
Эх, яблочко, куда котишься,
В ВЧК попадёшь, не воротишься!
В этот же период появляются сатирические стихи Маяковского в адрес буржуазии, в поддержку Советской власти. В 1924 году выходит книга Ю. Олеши «Три толстяка», высмеивающая диктаторский образ правления. В 1928 году выходит роман И. Ильфа и Е. Петрова «12 стульев» — едкая сатира на некоторые черты нового советского общества. Его продолжение — роман «Золотой телёнок» выходит в 1931 году. Однако, с усилением режима Советов цензура в стране ужесточилась.
С приходом к власти Сталина в СССР наступил режим диктатуры. За неосторожный шаг и слово ссылали в лагеря или расстреливали. Тем не менее в устном народном творчестве рождались подобные частушки:
Едет Сталин на корове,
У коровы один рог.
«Ты куда, товарищ Сталин?»
«Раскулачивать народ»
Последовавшие репрессии 1937 года погубили множество талантливых писателей-сатириков.
Интересно, что Михаил Булгаков, писавший фельетоны, в которых чувствуется насмешка в адрес Советской власти, избежал репрессий, но при жизни часть его работ были у него отобраны органами НКВД, а некоторые произведения как сатирическая повесть «Собачье сердце» были опубликованы лишь посмертно.
С началом Великой Отечественной войны советское творческое общество объединилось в направлении высмеивания фашизма и укрепления духа советской армии. Необходимость мобилизовать вооружённые силы и население для ведения тяжёлой войны, а также воздействовать на вражескую армию и население занятых вражеских территорий, вылилась в расцвет в воюющих странах различных пропагандистских технологий, которые стали неотъемлемой частью самой войны.
Творческое объединение художников Кукрыниксы, рисуют и острыми стихами подписывают карикатуры. Самуил Маршак пишет сатирические стихи в адрес фашизма.
В период Хрущёва начинается так называемая «оттепель». В 1961 году на экраны выходит телепередача «КВН», в которой, кроме юмора, присутствовали элементы сатиры.
В 1964 году выходит фильм «Добро пожаловать, или Посторонним вход воспрещён», высмеивающий многие недостатки хрущевского времени. В театре, на телевидении работает сатирик Аркадий Райкин, к нему присоединяется писатель Михаил Жванецкий.
С 1962 года начинает выходить сатирический киножурнал «Фитиль». В 1972 году вышел фильм «Необыкновенный концерт» — экранизация одноимённого сатирико-пародийного спектакля Театра кукол Образцова.
Журнал «Крокодил» является официальным и единственным общесоюзным специализированным органом советской печати в области сатиры и критики (хотя аналогичные материалы с фельетонами и критическим заметками на тему «трудностей построения социализма» регулярно публикуются и в прочих газетах и журналах).
С приходом Брежнева свобода слова стала более подавлена, но стиль руководства, кадровый застой и любовь к показухе родили множество сатирических произведений, как авторских, так и народных. Известно, что Брежнев любил ордена и медали (одних только звёзд Героя у него было четыре). В насмешку над этим появляется такой анекдот:
В Москве произошло землетрясение — со стула упал пиджак Брежнева с медалями.
Реалии брежневского СССР сатирически описаны в самиздатской и тамиздатской литературе многих писателей-диссидентов («Москва 2042» В. Войновича и др.).
Сатира на современность, скрытые нападки на официальные догмы, ирония и гротеск присутствуют в научной фантастике последних десятилетий советского времени. Так, в повестях Стругацких «Улитка на склоне», «Второе нашествие марсиан», «Гадкие лебеди», романе «Град обреченный» ощутима социально-критическая направленность (сочетающаяся с философичностью и признаками притчи): в них затронуты темы взаимоотношений интеллигенции и власти, свободы творчества в условиях диктатуры, губительной для общества бюрократии и др. Научная фантастика на долгое время стала удобной формой «эзопова языка» для десятков писателей: с помощью её можно было свободно освещать проблемы окружающей реальности, чего не могли себе позволить писатели-«реалисты».
С приходом Горбачёва началась «Перестройка». Люди по-своему отреагировали на её принципы и последовавший в её ходе дефицит:
— Чем отличается демократия от демократизации?
— Тем же, чем и канал от канализации.
В магазине:
— Вы можете завернуть колбасу?
— Да, могу, давайте колбасу!
Гласность открыла шлюзы для широкого выхода сатирических материалов в советские СМИ. Острой сатирической направленностью, по поводу реалий «советского образа жизни», отличались тогда многие выступления возрождённого КВН.

### В современной России
Распад СССР во многом повлиял на развитие сатиры в стране. К основным формам подобного жанра произведений 1990-х годов относятся памфлеты, анекдоты, пародийные телепрограммы («Куклы» и др.). Наиболее популярными объектами критики стали так называемые «новые русские» — люди, внезапно разбогатевшие различными сомнительными, зачастую незаконными способами, — а также политические реалии, связанные с политикой и поведением президента Бориса Ельцина и членов правительств, в первую очередь А. Чубайса.
Сатира присутствует в творчестве некоторых российских фантастов: так, синтез научной фантастики, фэнтези и сатирической условности осуществлён в трилогии «Там, где нас нет», «Время Оно» и «Кого за смертью посылать» М. Успенского, функции сатирического иносказания фантастика выполняет в романах Е. Лукина «Алая аура протопарторга» и «Чушь собачья».
В 2000-е годы политическая сатира в основном перешла на страницы Интернета.